# Aeroportul Regional Columbia
Aeroportul Regional Columbia (IATA: COU, ICAO: KCOU, FAA LID: COU) este un aeroport din Missouri, Statele Unite ale Americii ce deservește zona Columbia. Aeroportul a fost tranzitat în 2019 de 259.286 de pasageri. A fost numit după zona deservită.
Situat la o altitudine de 271 m, aeroportul dispune de 2 piste.

## Infrastructură

### Piste
Aeroportul dispune de 2 piste. Pista 02/20 are suprafața de beton și dimensiunile 6.501 picioare × 150 picioare. Pista 13/31 are suprafața de asfalt și dimensiunile 4.401 picioare × 75 picioare. 